# جشن رپیتون
جشن رپیتون یکی از جشن‌های زرتشتی است که در روز سوم فروردین ماه برابر با اردیبهشت‌روز از ماه فروردین طبق گاهشماری زرتشتی در بین پارسیان برگزار می‌شود. 
رپیتون (رَپیهوین، رَپتون) در سنت زرتشتی هم نام یکی از پنج گاه روز و هم نام ایزدی است که سرپرستی این بخش از زمان را برعهده دارد. گاهِ رپیتون «زمانی» است که اسطورهٔ آفرینش زرتشتی پیرامون آن شکل می‌گیرد و فرشگرد نیز در همین گاه کامل می‌شود و جهان کامل، درست مانند شکل آغازین خود، دوباره احیا می‌شود. به همین دلیل ساعاتی از روز که بزرگترین تجلی نور یعنی خورشید، به اوج روشنی و گرمای خود می‌رسد، «گاه‌رپیتون» نامیده‌شده‌است. در میان فصول سال نیز، فصل تابستان ازآنِ اوست. ایزد رپیتون در آغاز تابستان بزرگ (هفت‌ماهه) به روی زمین می‌آید و در آغاز زمستان بزرگ (پنج‌ماهه) به زیر زمین می‌رود تا در سرمای زمستان ریشهٔ درختان و آبهای زیرزمینی را گرم نگاه دارد. زرتشتیان به یمن بازگشت ایزد رپیتون در آغاز بهار، جشن رپیتون را برگزار می‌کنند. مراسم اصلی این جشن در روز اردیبهشت و فروردین ماه (یعنی سومین روز ماه فروردین) برگزار می‌شود. زیرا مهمترین همکار ایزد رپیتون، «اردیبهشت امشاسپند» است. همکاری ایزد رپیتون با اردیبهشت به اندازه‌ای است که زرتشتیان کرمان این جشن را به جای روز اورمزد و ماه فروردین در روز اردیبهشت و ماه اردیبهشت برگزار می‌کردند. در فرهنگ زرتشتیان به این موضوع اشاره شده‌است: «از روز اورمزد و اردیبهشت ماه تا اردیبهشت و اردیبهشت ماه را روز رپیتون گویند. ظهر روز اردیبهشت و اردیبهشت ماه که وقت نماز رپیتون است، موبدان و زردتشتیان در آدریان جمع شوند وبا خواندن اوستای درون و یشت و آفرینگان رپیتون، جشن را برگزار می‌کنند.» ویژگی مهم این جشن این بوده است که مانند گاهنبارها، همهٔ مردم شرکت در این جشن را کاری واجب به شمار می‌آوردند. درآفرینگان‌خوانی جشن رپیتون که معمولاً در یک تالار عمومی برگزار می‌شد، همهٔ موبدان و مردم حضور داشتند. در این مراسم دو موبد به عنوان زوت و راسپی آیین آفرینگان را به جای آورده و بقیه دور تا دور سالن قرار می‌گیرند. در این مراسم ۳ آفرینگان به خشنومن ایزدان اردیبهشت، دهمان و سروش خوانده می‌شود و در پایان با خواندن «آفرین‌رپیتون»، آیین همازور انجام می‌گیرد. 
در ایران، رپیتون را با مراسم ویژهٔ دیگری نیز می‌شناسند که همهٔ زرتشتیان در روزهای آغازین سال جدید آن را برگزار می‌کردند. زرتشتیان در این روزها از ساعت ۱۲ تا ۳ پس از نیم‌روز یعنی در گاه رپیتون، در پرهیز کامل تنها به خواندن اوستا و نیایش می‌پرداختند. آنان در این سه ساعت حواس خود را به طور کامل بر روی اوستا متمرکز می‌کردند و به احترام کلام سپندینهٔ اوستا، هیچ حرکت اضافه‌ای انجام نمی‌دادند و هیچ سخنی نمی‌گفتند. این رسوم اکنون بیش از چنددهه است که انجام نمی‌شود و تنها سایه‌ای از آن در یاد پیران زرتشتی باقی مانده‌است. ارزش نهادن به لحظه لحظهٔ زمان و ستایش اهورامزدا به خاطر آفرینش حرکت و پویایی در بستر زمان همیشه مورد توجه زرتشتیان بوده‌است و جشن رپیتون به عنوان جشنی که برای ایزد زمان آرمانی برگزار می‌شود، جایگاه ویژه‌ای در آیین‌های زرتشتی پیدا کرده‌است.